# 王建勳
王建勳，男，中國共產黨黨員，海軍少將軍銜。曾任中共二十大代表、上海市人大代表、海軍上海水警區司令員、东海舰队副参谋长、中國人民解放軍海軍第20批亞丁灣護航編隊指揮官。